# Ghosted
Ghosted is een Amerikaanse film uit 2023, geregisseerd door Dexter Fletcher.

## Verhaal
Cole valt als een blok voor raadselachtige Sadie, maar doet dan de schokkende ontdekking dat ze een geheime agent is. Voordat ze kunnen beslissen over een tweede date, worden Cole en Sadie meegesleurd op een internationaal avontuur om de wereld te redden.

## Rolverdeling
| Acteur             | Personage         |
| ------------------ | ----------------- |
| Chris Evans        | Cole Turner       |
| Ana de Armas       | Sadie Rhodes      |
| Adrien Brody       | Leveque           |
| Mike Moh           | Wagner            |
| Tate Donovan       | vader van Cole    |
| Amy Sedaris        | moeder van Cole   |
| Lizze Broadway     | Mattie Turner     |
| Mustafa Shakir     | Monte Jackson     |
| Anthony Mackie     | kleinzoon van Sam |
| John Cho           | the Leopard       |
| Sebastian Stan     | God               |
| Ryan Reynolds      | Jonas             |
| Anna Deavere Smith | Claudia Yates     |
| Tim Blake Nelson   | Borislov          |
| Tiya Sircar        | Patti             |
| Stephen Park       | Utami             |
| Humza Shabazz      | aankondiger       |
| Burn Gorman        | taxichauffeur     |
| Marwan Kenzari     | Marco             |
| Israel Vaughn      | Martin            |
| Victoria Kellher   | Edna              |
| Jordan Blair Brown | Joann             |
| Zane Shaw          | Rockaoke klant    |
| Stephanie Weis     | Maître d'hôtel    |
| Dexter Fletcher    | Raoul             |

## Release en ontvangst
De film ging op 21 april 2023 in première op Apple TV+. De film ontving overwegend negatieve recensies, desondanks was het na de eerste twee dagen het best bekeken filmdebuut op Apple TV+.